# Xavier Beauvois
Xavier Beauvois (wym. /ɡzaˈvje boˈvwa/; ur. 20 marca 1967 w Auchel) – francuski aktor, reżyser i scenarzysta filmowy.

## Filmografia

### Reżyser
- 1991 – Nord
- 1995 – Pamiętaj, że umrzesz (N'oublie pas que tu vas mourir)
- 2000 – João Mata Sete
- 2000 – Selon Matthieu
- 2005 – Młody porucznik (Le petit lieutenant)
- 2009 – Notre ami Chopin
- 2010 – Ludzie Boga (Des hommes et des dieux)
- 2014 – Cena sławy (La rançon de la gloire)
- 2017 – Les gardiennes
- 2021 – Albatros

## Nagrody
W 1995 roku za film Pamiętaj, że umrzesz otrzymał Nagrodę Jury na 48. MFF w Cannes. Za film Ludzie Boga otrzymał nagrodę Grand Prix na 63. MFF w Cannes oraz Cezara za najlepszy film.